# Kimberly Williams (actrice)
Kimberly Payne Williams (Rye (New York), 14 september 1971) is een Amerikaanse actrice. Ze is bekend van haar rol in de twee Father of the Bride-films, de miniserie The 10th Kingdom en de sitcom According to Jim.
Na haar huwelijk met countryzanger Brad Paisley wijzigde ze haar naam naar Kimberly Williams-Paisley om zich te onderscheiden van Playboy-model Kimberly Williams.
Kimberly Williams was regisseur, schrijver, editor en producer van de film Shade uit 2006 en was co-producer van Identity Theft: The Michelle Brown Story en Lucky 7.

## Filmografie

#### Televisie
- 2012-2013 - Nashville - Peggy Kenter
- 2001-2007 - According to Jim - Dana